# Arena do Futuro
De Arena do Futuro is een tijdelijke geconstrueerde overdekte sporthal in het Olympisch park bij de wijk Barra da Tijuca van Rio de Janeiro met capaciteit voor 12.000 toeschouwers.
Bij de Olympische Spelen van 2016 en de Paralympische Zomerspelen 2016 was het complex de locatie voor respectievelijk handbal en goalball.
De hal werd gebouwd tussen april 2014 en november 2015 voor een bedrag van 140,1 miljoen Braziliaanse real. Na de spelen zullen de componenten gebruikt worden voor vier sporthallen in scholen.

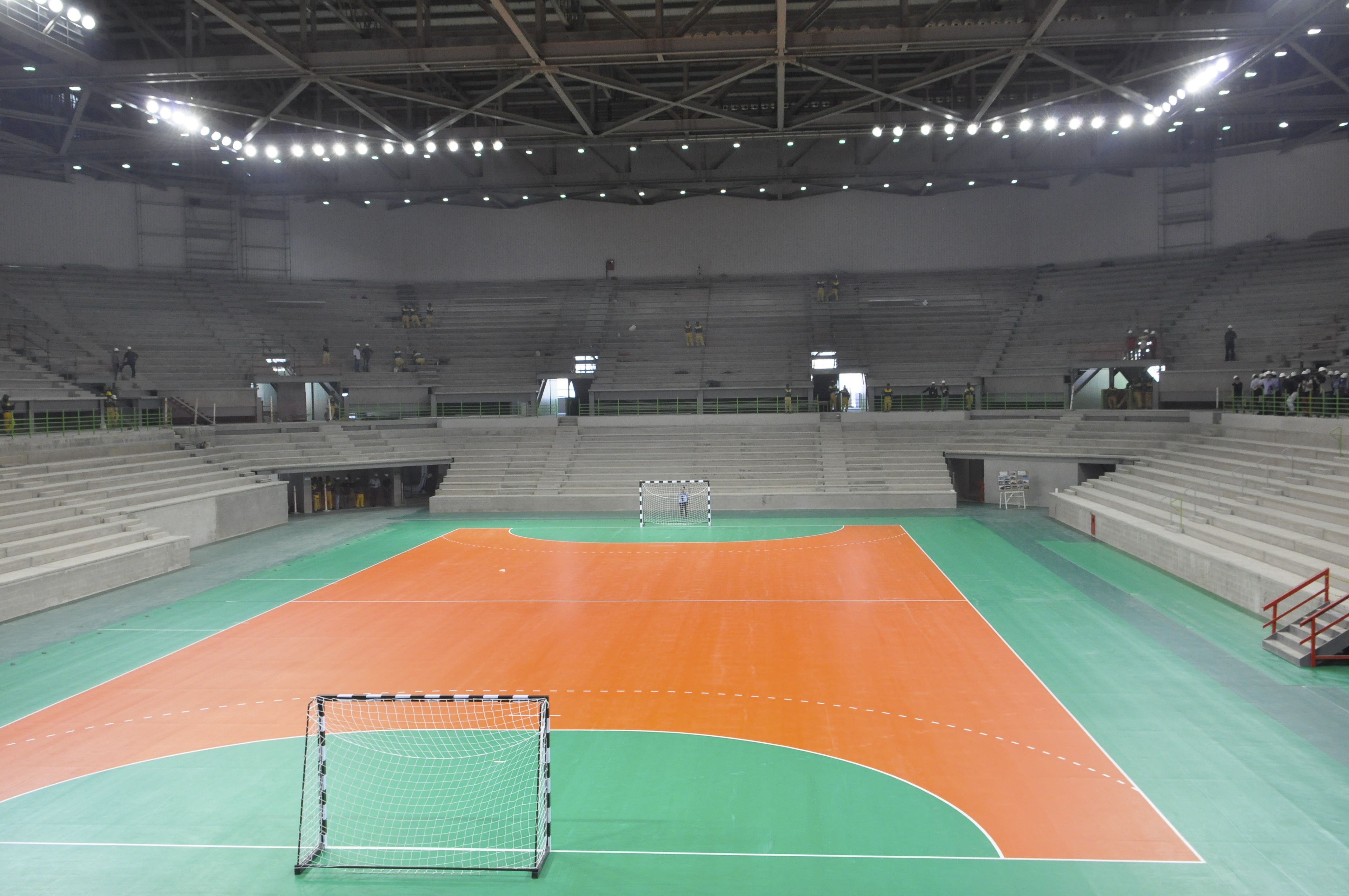
De Arena do Futuro in aanbouw

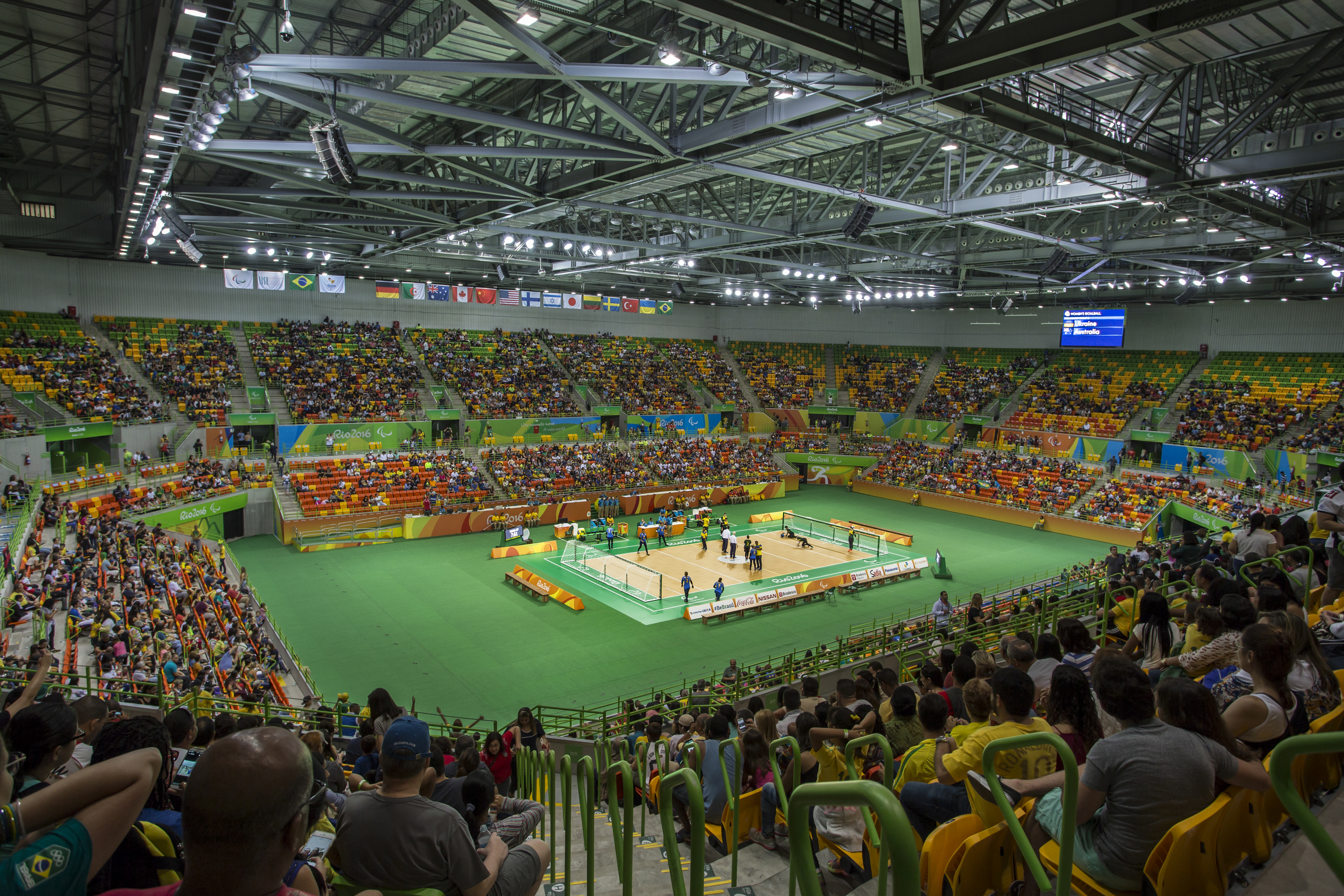
Goalball op de Paralympische Spelen